# Litke, Nógrád
Litke  este un sat în districtul Salgótarján, județul Nógrád, Ungaria, având o populație de 907 locuitori (2011). 

## Demografie
Componența etnică a satului Litke
     Maghiari (69,89%)
     Romi (30,11%)
Componența confesională a satului Litke
     Romano-catolici (68,69%)
     Fără religie (4,85%)
     Necunoscută (26,46%)
     Alte religii (8,16%)
Conform recensământului din 2011, satul Litke avea 907 locuitori. Din punct de vedere etnic, majoritatea locuitorilor (69,89%) erau maghiari, cu o minoritate de romi (30,11%).  Din punct de vedere confesional, majoritatea locuitorilor (68,69%) erau romano-catolici, cu o minoritate de persoane fără religie (4,85%). Pentru 26,46% din locuitori nu este cunoscută apartenența confesională.